# Stenaoplus tricoloratus
Stenaoplus tricoloratus là một loài tò vò trong họ Ichneumonidae.